# 춰친현

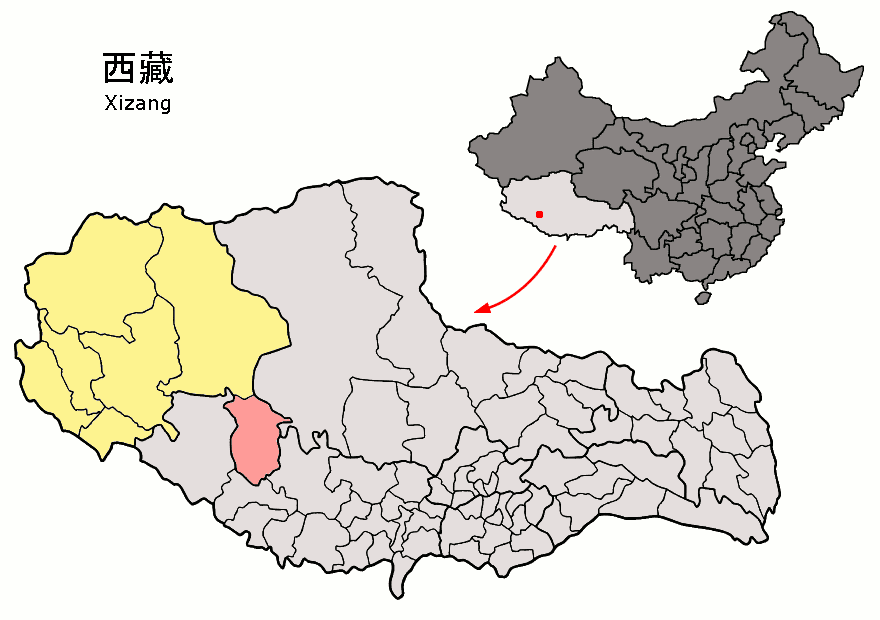
초첸 현의 위치

춰친현(티베트어: མཚོ་ཆེན་རྫོང་ 초첸 종, 중국어: 措勤县, 병음: Cuòqín Xiàn)은 티베트 자치구 아리 지구의 현급 행정구역이다. 넓이는 22903km2이고, 인구는 2007년 기준으로 10,000명이다.

## 지리
평균해발고도는 4756m이다. 연평균 기온은 -4℃, 연평균 강수량은 100mm이다.

## 행정 구역
1개 진, 4개 향을 관할한다.
- 진: 措勤镇.
- 향: 磁石乡, 曲洛乡, 江让乡, 达雄乡.